# 1914 au Québec
Cet article traite des événements survenus en 1914 au Québec. 

## Événements

### Janvier
- 7 janvier : la deuxième session de la 13e législature (en) reprend après l'ajournement des Fêtes[1].
- 20 janvier : le Montreal Daily Mail accuse le député libéral Joseph-Octave Mousseau et deux conseillers législatifs, Louis-Philippe Bérard et Achille Bergevin, d'avoir reçu des pots-de-vin lors de la dernière session. L'article, lû en Chambre par le député Jean Prévost, y crée une certaine commotion. C'est le début de l'affaire Mousseau-Bérard-Bergevin[1].

- 27 janvier : 
  - les journalistes McNab et Nichols, du Montreal Daily Mail, passent devant comité d'enquête et accusent Mousseau d'avoir reçu plus de 4 000 $ en pots-de-vin[1].
  - le roman Maria Chapdelaine de Louis Hémon commence à paraître en feuilleton dans le quotidien parisien Le Temps[2].
- 28 janvier : Joseph-Octave Mousseau, Louis-Philippe Bérard et Achille Bergevin démissionnent de leurs postes[1].

### Février
- 4 février : le procureur adjoint Charles Lanctôt agresse physiquement le journaliste McNab en plein Parlement après que son nom ait été prononcé à la commission d'enquête[1].
- 9 février : le maire de Québec, Olivier-Napoléon Drouin, est réélu par acclamation[3].
- 12 février : le comité reconnaît le député Mousseau coupable d'avoir reçu 4 000 $ en pots-de-vin afin d'assurer l'adoption d'une loi incorporant la Montreal Fair Association of Canada[1].
- 19 février : 
  - le gouvernement Gouin adopte une loi autorisant l'affiliation de l'École des hautes études commerciales à l'Université Laval[4].
  - la session est prorogée[5].

### Mars
- 2 mars : le gouvernement Gouin crée un ministère de la Voirie afin de voir à l'entretien de routes pour automobiles, de plus en plus nombreuses au Québec[6].
- 3 mars : le député conservateur Frederick Debartzch Monk démissionne afin de protester contre la politique navale du gouvernement Borden[7].
- 9 mars : Joseph-Adolphe Tessier devient la première personne a occuper le poste de ministre de la Voirie du Québec[8].
- 19 mars : Joseph-Adolphe Tessier remporte l'élection partielle de Trois-Rivières[9].

### Avril
- 6 avril : Médéric Martin est élu maire de Montréal par 3 000 voix de majorité sur son adversaire George Washington Stephens, fils (en)[10].
- 29 avril : 
  - à la suite de la mort de Charles Ramsay Devlin, Honoré Mercier fils devient le nouveau ministre de la Colonisation[1].
  - l'abbé Ivanhoé Caron organise une première excursion de colons en Abitibi[11].

### Mai
- 7 mai : le libéral Joseph-Fabien Bugeaud remporte l'élection partielle de Bonaventure[12].
- 9 mai : le libéral Honoré Mercier fils remporte l'élection partielle de Châteauguay[13].
- 14 mai : le député de Montréal—Saint-Louis, Godfroy Langlois, devient agent général du Québec en Belgique[1].
- 25 mai : l'archevêque de Québec, Louis-Nazaire Bégin, devient cardinal[14].
- 29 mai : vers deux heures du matin, l'Empress of Ireland, paquebot du Canadien Pacifique en route pour Londres, entre en collision avec le bateau charbonnier norvégien Storstad, à quelques kilomètres au large de Pointe-au-Père.Il sombre en 15 minutes, emportant avec lui 1 012 victimes. Il y a seulement 452 rescapés[15].

### Juin
- 18 juin : le premier ministre Lomer Gouin effectue une première visite en Abitibi où 500 colons se sont établis depuis le mois d'avril. Son voyage est terni le lendemain par une tempête de neige plutôt tardive[16].
- 26 juin : ouverture du Laboratoire de sciences judiciaires et de médecine légale à Montréal[17].

### Juillet
- 9 juillet : une partie de la Terrasse Dufferin en face du Château Frontenac est détruite par un incendie[18].

### Août
- 3 août : à la suite de la déclaration de guerre de la Grande-Bretagne à l'Allemagne, le Canada se retrouve automatiquement en guerre. À Montréal, 2 500 personnes manifestent pour la guerre en chantant La Marseillaise et God Save the King[19].
- 18 août : 
  - une session spéciale débute à Ottawa où le Parti libéral et le Parti conservateur donnent leur appui à un effort de guerre intense. Une loi des mesures de guerre est également votée, donnant certains pouvoirs discrétionnaires au gouvernement fédéral qui lui permettra plus efficacement de lutter contre les oppositionnistes[20].
  - Le Québec offre 4 millions de livres de fromage à la Belgique envahie par l'Allemagne[21].

### Septembre
- 8 septembre : la Garnison Valcartier est créée pour servir de réserve aux volontaires canadiens[22].
- 18 septembre : le Montmagny, un bateau de fret, coule à 35 kilomètres en aval de Québec après avoir été éperonné par le charbonnier Linger. Le bilan est de 14 morts[23].

### Octobre
- 2 octobre : le premier contingent canadien part pour la Grande-Bretagne. Les 31 300 hommes sont embarqués sur 31 paquebots[24].
- 20 octobre : le Royal Canadien Français, premier bataillon à être formé uniquement de volontaires d'origine francophone, est constitué. Il prend le nom de 22e Bataillon. Il fera partie du deuxième contingent à être envoyé en Europe[25].

### Novembre
- 5 novembre - La goélette Jacqueline s'échoue sur des récifs près de l'embouchure de la rivière Pentecôte sur la Côte-Nord, tuant tout l'équipage sauf le capitaine Duchêne[26].
- 8 novembre : l'hôpital Sainte-Justine est inauguré[27].
- 21 novembre : le nouveau trésorier Walter George Mitchell remporte l'élection partielle de Richmond[28].

### Décembre
- 16 décembre : Henri Bourassa, invité au Théâtre Russell d'Ottawa pour venir défendre la liberté de parole dans cette ville, est empêché de parler par des soldats en uniforme qui le menacent et tentent de l'intimider[29].

## Naissances
- Jean Chapdelaine (diplomate) († 5 février 2005)
- 2 février - Eric Kierans (économiste, homme d'affaires et homme politique) († 10 mai 2004)
- 18 avril - Claire Martin (femme de lettres) († 18 juin 2014)
- 21 mai - Olivier Guimond (humoriste et acteur) († 29 novembre 1971)
- 22 mai - Maurice Blackburn (musicien) († 29 mars 1988)
- 16 juin - Lucien Rivard (criminel) († 3 février 2002)
- 19 juin - Jean-Charles Falardeau (sociologue) († 28 avril 1989)
- 15 juillet - Raoul Roy (journaliste) († 14 novembre 1996)
- 2 août - Félix Leclerc (chanteur, poète et écrivain) († 8 août 1988)
- 23 septembre - Claude Hurtubise (éditeur) († 23 novembre 1999)
- 3 octobre - Sylvio Lacharité (compositeur et chef d'orchestre) († 13 mai 1983)
- 2 novembre - Rose Rose (militante) († 21 janvier 1981)
- 3 novembre - Alcide Courcy (homme politique)  († 22 mai 2000)
- 13 novembre - Olivette Thibault (actrice) († 17 décembre 1995)
- 6 décembre - Glendon Pettes Brown (homme politique) († 13 juin 1981)
- 25 décembre - Charles-Noël Barbès (homme politique) († 8 juin 2008)

## Décès
- 1er mars - Charles Ramsay Devlin (homme politique) (º 29 octobre 1858)
- 15 mai - Frederick Debartzch Monk (homme politique) (º 6 avril 1856)
- 1er novembre - Peter Samuel George Mackenzie (homme politique) (º 19 décembre 1862)

### Articles généraux
- Chronologie de l'histoire du Québec (1900 à 1930)
- L'année 1914 dans le monde

### Articles sur l'année 1914 au Québec
- Affaire Mousseau-Bérard-Bergevin
- Empress of Ireland